# Рас ел Хајма
Рас ел Хајма (арап. رأس الخيمة) је један од седам конститутивних емирата Уједињених Арапских Емирата. Површина емирата износи 1.684 km², што чини 2,2% површине УАЕ. У емирату је према попису из 2008. живело 171.903 становника, односно 3,4% становништва УАЕ. Главни град је Рас ел Хајма.